# 고장방지형 컴퓨터 시스템
고장방지형 컴퓨터 시스템(Fault-tolerant computer systems)은 잘못된 하드웨어, 소프트웨어가 포함되더라도 강력한 공급을 통해 지속적이고 방해받지 않는 환경을 만들어주는 것을 말한다. 고장방지형 컴퓨터는 하드웨어 잘못을 감지할 수 있는 특별한 소프트웨어 루틴이나 자기점검을 통하여 자동적으로 백업장치를 바꾸게 구성되어 있다. 컴퓨터 시스템의 중단 없이 고장 요소를 제거하거나 수리할 수 있다.